# Greatest (álbum de The Go-Go's)
Greatest es un álbum compilatorio del grupo femenino de rock The Go-Go's de California, Estados Unidos. Lanzado en 1990 por la firma I.R.S. Records. El álbum incluye los mejores éxitos de the Go-Go's. Solo omite dos éxitos menores "He's So Strange" y "Yes or No". La colección no incluye nuevas canciones, excepto la regrabación de "Cool Jerk". Listado en lugar 127 del Billboard Top 200.
Wiedlin organizó un reunion breve del grupo en 1990, en la cual actuaron a beneficio para la gente por un trato ético para los animales; así mismo grabaron una nueva versión de "Cool Jerk" para su álbum "Greatest Hits".

## Lista de canciones
1. "Our Lips Are Sealed"
2. "Cool Jerk"
3. "We Got the Beat"
4. "Head over Heels"
5. "Get Up and Go"
6. "Vacation"
7. "Beatnik Beach"
8. "You Thought"
9. "I'm the Only One"
10. "This Town"
11. "Lust to Love"
12. "Mercenary"
13. "How Much More"
14. "Turn to You"